# Alpaida utiariti
Alpaida utiariti là một loài nhện trong họ Araneidae.
Loài này thuộc chi Alpaida. Alpaida utiariti được Herbert Walter Levi miêu tả năm 1988.